# هونینگن
هونینگن (به آلمانی: Hönningen) یک شهر در آلمان است که در اهرویلر واقع شده‌است. هونینگن ۱٬۰۹۷ نفر جمعیت دارد.